# DLG (Rapper)
DLG (* 28. Februar 1990 in Lünen, Deutschland; bürgerlich David Losch) ist ein deutscher Rapper und Musikproduzent aus Dortmund. 2017 gewann er den nationalen Rapcontest Raptags von Universal Music und sicherte sich somit seinen ersten Labeldeal. Dadurch entstand das Majoralbum 339 über Chapter ONE, sowie einige weitere Veröffentlichungen. 2020 trennten sich die Wege mit Chapter ONE und DLG gründete zusammen mit seinem Zwillingsbruder Kenika das Label AreDo, welches im digitalen Vertrieb über recordJet läuft.

## Leben und Karriere
Mit 13 Jahren kürzt David Losch seinen Vor- und Nachnamen ab, hängt das G hinten dran, das er sich von 50 Cents G-Unit abgeschaut hat, und schreibt seinen ersten Song. Um 2005 verbreiteten sich diese auf Internetplattformen wie German-Inc oder rappers.in. In der Zeit zwischen 2007 und 2009 gelang DLG über 1 Million Aufrufe auf YouTube mit Künstlern wie Lu-key und Grebush. 2011 lief der Song Headphones im TV auf Yavido. Es folgten die ersten Alben, sodass 2014 zum ersten Mal die Medien der Deutschrapszene über DLG und dessen Album Geist berichteten. Neben der Musik absolvierte er 2016 erfolgreich das Studium der Sozialen Arbeit und ist im Bereich der Kinder- und Jugendhilfe tätig.

## Diskographie

### Alben
- 2012: Kapitel 0 (Album) (AreDo/recordJet)
- 2014: Geist (Album) (AreDo/recordJet)
- 2016: Odyssee (Album) (AreDo/recordJet)
- 2018: 339 (Album) (Chapter ONE/Universal Music)
- 2020: Odyssee MMXX (Album) (AreDo/recordJet)
- 2020: Backseat Mixtape (Album/Playlist) (AreDo/recordJet)

### Mixtapes
- 2011: Aus meinem Mund in deinen Kopf (Mixtape) (AreDo/recordJet)
- 2016: Burnout (Mixtape) (AreDo/recordJet)
- 2017: Underrated (Mixtape) (AreDo/recordJet)

### EPs
- 2010: Raus mit der Sprache (mit Montez) (Eigenvertrieb)
- 2011: Dead Poets Society (mit Dead Poets) (EP) (Free Download)
- 2012: Mosaik (mit Separate) (EP) (Free Download)
- 2012: Cloud Noire (EP) (AreDo/recordJet)
- 2015: MMV (EP) (AreDo/recordJet)
- 2019: Arcade (EP) (Chapter ONE/Universal Music)
- 2019: Allez Allez (EP) (Chapter ONE/Universal Music)
- 2019: Authentic (EP) (Chapter ONE/Universal Music)
- 2020: Drama Dior (EP mit Grebush) (AreDo/recordJet)

### Singles
- 2009: Seelenverwandt (mit Lu-key) (AreDo/recordJet)
- 2011: Headphones (AreDo/recordJet)
- 2014: Weiter umher (AreDo/recordJet)
- 2016: Medusa (AreDo/recordJet)
- 2016: Dinge (AreDo/recordJet)
- 2017: Backseat (AreDo/recordJet)
- 2017: Schnitt (AreDo/recordJet)
- 2017: Lotoseffekt (AreDo/recordJet)
- 2017: Stüssy (AreDo/recordJet)
- 2017: Soulmate (AreDo/recordJet)
- 2017: Montserrat (AreDo/recordJet)
- 2017: Nemesis (Raptags) (Chapter ONE/Universal Music)
- 2018: Kapitel 1 (Chapter ONE/Universal Music)
- 2018: Frühling (Chapter ONE/Universal Music)
- 2018: Alles (Chapter ONE/Universal Music)
- 2018: Luft (Chapter ONE/Universal Music)
- 2019: Komm klar (mit ATM.DOM) (Chapter ONE/Universal Music)
- 2019: Coupé (Chapter ONE/Universal Music)
- 2019: Ghettobaby (mit ATM.DOM) (Chapter ONE/Universal Music)
- 2019: Kween (Chapter ONE/Universal Music)
- 2020: Level (AreDo/recordJet)
- 2020: Angst (AreDo/recordJet)
- 2020: Elysion (AreDo/recordJet)
- 2020: Schnell (AreDo/recordJet)
- 2020: Just do it (mit Separate) (AreDo/recordJet)
- 2020: Würdest du (mit Grebush) (AreDo/recordJet)
- 2020: Kickdown (mit Grebush) (AreDo/recordJet)
- 2020: Iceout (AreDo/recordJet)
- 2020: Fassade (mit SlySer & Grebush) (AreDo/recordJet)
- 2020: Backseat II (AreDo/recordJet)
- 2020: Shootingstar (AreDo/recordJet)
- 2020: Okay (AreDo/recordJet)
- 2020: No Time For Bad Vibes (mit Calli & Isi I) (AreDo/recordJet)

### Erscheint auf
- 2013: Sommer (mit Separate)
- 2014: Mrs. Banani (mit Freshmaker)
- 2016: Keine Sterne (mit Rough)
- 2017: Jemand wie du 2 (mit ÉSMaticx, Generic & SlySer)
- 2018: 05:43 (mit Ceydo & Freeze)
- 2018: Nichts (mit Kenika)
- 2018: Dear Mama (mit ATM.DOM)
- 2019: Glas (mit Kenika)
- 2019: Anders (mit Grebush)